# تپه خلیقه‌باغی ۲
تپه خلیقه باغی ۲ مربوط به دوره اشکانیان - دوره ساسانیان - سده‌های میانه دوران‌های تاریخی پس از اسلام است و در شهرستان میانه، بخش مرکزی، دهستان گرمه جنوبی، ۵۰۰ متری شمال شرقی روستای خلیفه باغی واقع شده و این اثر در تاریخ ۲۷ اسفند ۱۳۸۷ با شمارهٔ ثبت ۲۶۳۹۶ به‌عنوان یکی از آثار ملی ایران به ثبت رسیده است.